# Беломорск
Беломо́рск (карел. Šuomua — «болотистый край», фин. Sorokka) — город в Республике Карелия Российской Федерации. Административный центр Беломорского района, образует Беломорское городское поселение.

## Этимология
Известен с XII века как село Сороки в устье реки Выг, при её впадении в Белое море. Название по одному из рукавов Выга, который карелы называли Соарийоки — «островная река» (карельское soari — «остров», joki — «река»). Объяснения топонима «Сороки» из «сорок островов» или в связи с обитанием птицы сорока относятся к народной этимологии.
В 1938 году село Сороки переименовано в город Беломорск.

## География
Город расположен на западном берегу Белого моря, в устье реки Выг, в 376 км к северу от Петрозаводска, недалеко от Соловецких островов.
Бо́льшая часть города расположена на правом берегу основной протоки Выга — на острове, образованном протокой Шижня.
Узел железных дорог, морской порт в Сорокской губе Белого моря. Конечный пункт Беломорско-Балтийского канала.

### Климат
| Показатель                    | Янв. | Фев. | Март | Апр. | Май | Июнь | Июль | Авг. | Сен. | Окт. | Нояб. | Дек. | Год |
| ----------------------------- | ---- | ---- | ---- | ---- | --- | ---- | ---- | ---- | ---- | ---- | ----- | ---- | --- |
| Средний суточный максимум, °C | −7   | −7   | −2   | 2    | 8   | 14   | 17   | 16   | 11   | 4    | 0     | −4   | 4   |
| Средний суточный минимум, °C  | −14  | −14  | −11  | −4   | 1   | 7    | 10   | 9    | 5    | 0    | −5    | −10  | −2  |
| Норма осадков, мм             | 18   | 13   | 15   | 25   | 36  | 53   | 46   | 66   | 51   | 48   | 36    | 28   | 435 |
| Источник: Яндекс-погода       |      |      |      |      |     |      |      |      |      |      |       |      |     |

## История
Первые письменные упоминания о поселении на реке Сорока (карел. saari — «остров», карел. joki — «река»; «островная река», название рукава реки Выг) относятся к 1419 году.
Именно отсюда в 1429 году отправились на Соловки основатели знаменитого монастыря — старцы Герман и Савватий.
С 1551 года приморская деревня Сороцкая по указу царя Ивана Грозного стала вотчиной Соловецкого монастыря.
В 1869 году на окраине села Сорока лесопромышленником М. П. Беляевым был построен крупный паровой лесозавод. К 1912 году действовало уже три подобных завода.
В декабре 1915 года была открыта узловая станция Сорокская Мурманской железной дороги.
Ввод в 1933 году в эксплуатацию Беломорско-Балтийского канала (ББК) дал дополнительный толчок в развитии промышленности в поселениях, вошедших позднее в состав Беломорска. При строительстве ББК здесь были размещены режимные объекты БелБалтЛага, образовавшие посёлок Водников ББК.
Указом Президиума Верховного Совета РСФСР от 11 сентября 1938 года село Сорока, посёлок лесопильщиков имени В. П. Солунина на правом берегу реки Выг, посёлок Водников ББК и посёлок железнодорожной станции Сорокская были объединены и получили статус города и название Беломорск.
В 1938—1939 годах постановлениями Карельского ЦИК в Беломорске были закрыты три церкви.
В годы Советско-финской войны (1939—1940) и Второй Мировой войны Беломорск являлся временной столицей Карело-Финской ССР. Директивой Ставки ВГК от 23 августа 1941 года № 001199 Беломорск (Сорока) определён местом дислокации штаба Карельского фронта. В Беломорске размещался штаб партизанского движения при Военном совете Карельского фронта.
28 сентября 1958 года был торжественно открыт памятник В. П. Солунину (1886—1919) — первому председателю Сорокского Совета рабочих, солдатских и крестьянских депутатов (1917).

## Население
| 1939    | 1959    | 1967    | 1970    | 1979    | 1989    | 1992    | 1996    | 1998    | 2000    |
| ------- | ------- | ------- | ------- | ------- | ------- | ------- | ------- | ------- | ------- |
| 12 238  | ↗14 783 | ↗16 000 | ↗16 595 | ↗18 071 | ↗18 935 | ↗19 000 | ↘16 600 | ↘16 200 | ↘15 600 |
| 2001    | 2002    | 2003    | 2005    | 2006    | 2007    | 2008    | 2009    | 2010    | 2011    |
| ↘15 300 | ↘13 103 | ↘13 100 | ↘12 600 | ↘12 300 | ↘12 100 | ↘11 900 | ↘11 658 | ↘11 217 | ↘11 200 |
| 2012    | 2013    | 2014    | 2015    | 2016    | 2017    | 2018    | 2019    | 2020    | 2021    |
| ↘10 893 | ↘10 599 | ↘10 372 | ↘10 150 | ↘10 052 | ↘9861   | ↘9678   | ↘9498   | ↘9199   | ↘7708   |
| 2023    |         |         |         |         |         |         |         |         |         |
| ↘7407   |         |         |         |         |         |         |         |         |         |

На 1 января 2025 года по численности населения город находился на 1012-м месте из 1124 городов Российской Федерации.
По итогам переписи населения 2020 года проживали следующие национальности (национальности менее 0,1 % и другое, см. в сноске к строке «Другие»):
| Национальность | Численность, чел. | Доля     |
| -------------- | ----------------- | -------- |
| Русские        | 7046              | 91,41 %  |
| Карелы         | 134               | 1,74 %   |
| Белорусы       | 94                | 1,22 %   |
| Поморы         | 81                | 1,05 %   |
| Украинцы       | 63                | 0,82 %   |
| Азербайджанцы  | 20                | 0,26 %   |
| Финны          | 13                | 0,17 %   |
| Вепсы          | 10                | 0,13 %   |
| Татары         | 10                | 0,13 %   |
| Узбеки         | 9                 | 0,12 %   |
| Другие         | 228               | 2,95 %   |
| Итого          | 7708              | 100,00 % |

## СМИ
В городе существует несколько газет разных назначений; основной из них является «Беломорская трибуна», печатающаяся в Петрозаводске. Также выпускаются газеты «Сорока» (ежемесячник) и «Всё о жизни района» (еженедельник).
В Беломорске работают следующие телевизионные каналы:
- Первый мультиплекс цифрового эфирного телевидения России
- Второй мультиплекс цифрового эфирного телевидения России

### История
1 января 1967 года в Беломорске появилась первая телевизионная передача.

## Культура
В Беломорске действуют:
- Поморский народный хор (основан в 1937 году, основатели — А. И. Егоршина, М. И. Галькевич)[35];
- Беломорский районный краеведческий музей «Беломорские петроглифы» (основан в 1961 году, основатель — К. Я. Игнатьев);
- Этнокультурный центр поморской культуры[36];
- Музей Карельского фронта[37]

## Образование
- общеобразовательные средние школы
- художественная и музыкальная школы
- английская языковая школа
- межшкольный учебный комбинат
- дошкольные учреждения

## Транспорт

### Автомобильный
Беломорск находится в 36 км от трассы E 105 М18 «Кола» (Санкт-Петербург — Мурманск — Норвегия) и связан с ней автодорогой Р18 (Пушной — Беломорск). Также имеется грунтовая автодорога Беломорск — Сумский Посад — Хвойный — Вирандозеро — Нюхча, связывающая восточные населённые пункты района и Сумский Посад — Колежма.
В настоящее время от города регулярно ходят автобусы по маршрутам до населённых пунктов Золотец, Сосновец, Шижня, Водников, Тунгуда, Хвойный, Летнереченский, а также до городов Костомукша и Петрозаводск.
В городе действует 5 городских и пригородных маршрутов.
| Номер маршрута | Конечные станции и маршрут следования    |
| -------------- | ---------------------------------------- |
| 1              | Порт-посёлок — Золотец                   |
| 2              | Порт-посёлок — улица Красина             |
| 3              | Порт-посёлок — Сосновец — Летнереченский |
| 4              | Порт-посёлок — Шижня (Шиженская улица)   |
| 6              | Порт-посёлок — Водников (улица Водников) |

### Железнодорожный

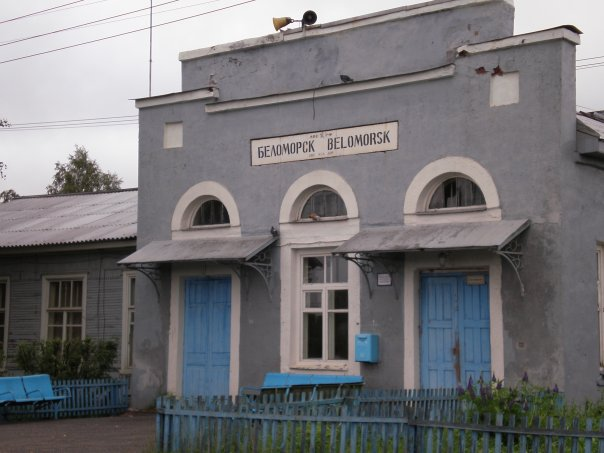
Здание вокзала станции Беломорск (арх. Р. М. Габе, 1916)

Беломорск является крупным железнодорожным узлом (имеются направления на Мурманск, Санкт-Петербург и Вологду).
Через Беломорск проходят пригородные поезда Кемь — Беломорск — Маленьга и Кемь — Беломорск — Медвежья Гора.
В пяти километрах к западу от станции проходит однопутный обход Беломорска, используемый для грузового движения. Он берёт начало от путевого поста 791 километр, расположенного чуть севернее города, и заканчивается на станции Уда, расположенной немного к юго-западу.

### Водный

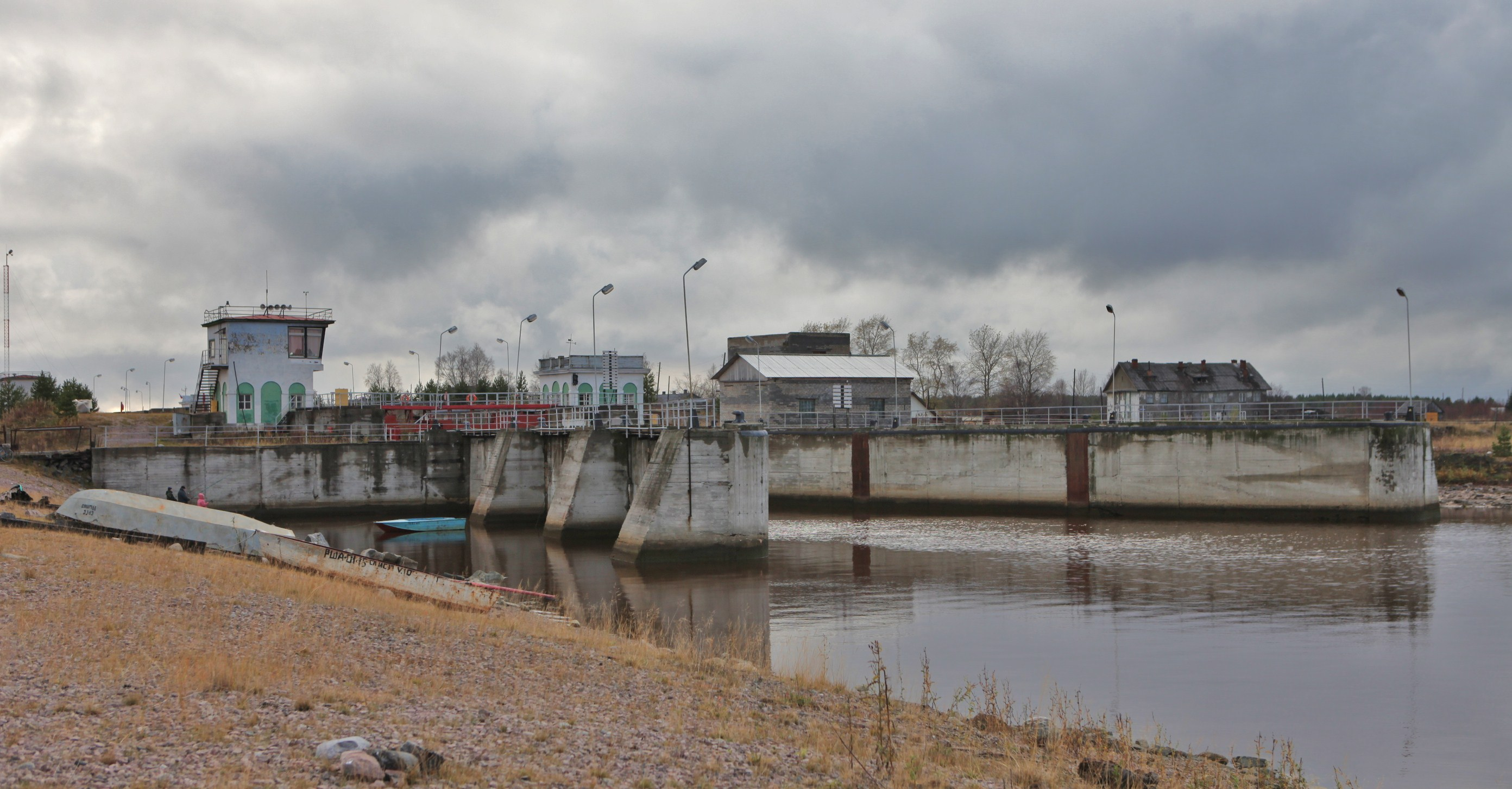
Шлюз № 19 последний перед выходом в Белое море

Беломорский морской порт создан в 1934 году для перевалки грузов и обслуживания судов следующих по Беломорско-Балтийскому каналу. В настоящее время существует пассажирское сообщение до Соловецких островов.

## Религия
- Церковь преподобных Зосимы, Савватия и Германа Соловецких (РПЦ)[39]
- Церковь Николая Чудотворца[40]

## Достопримечательности

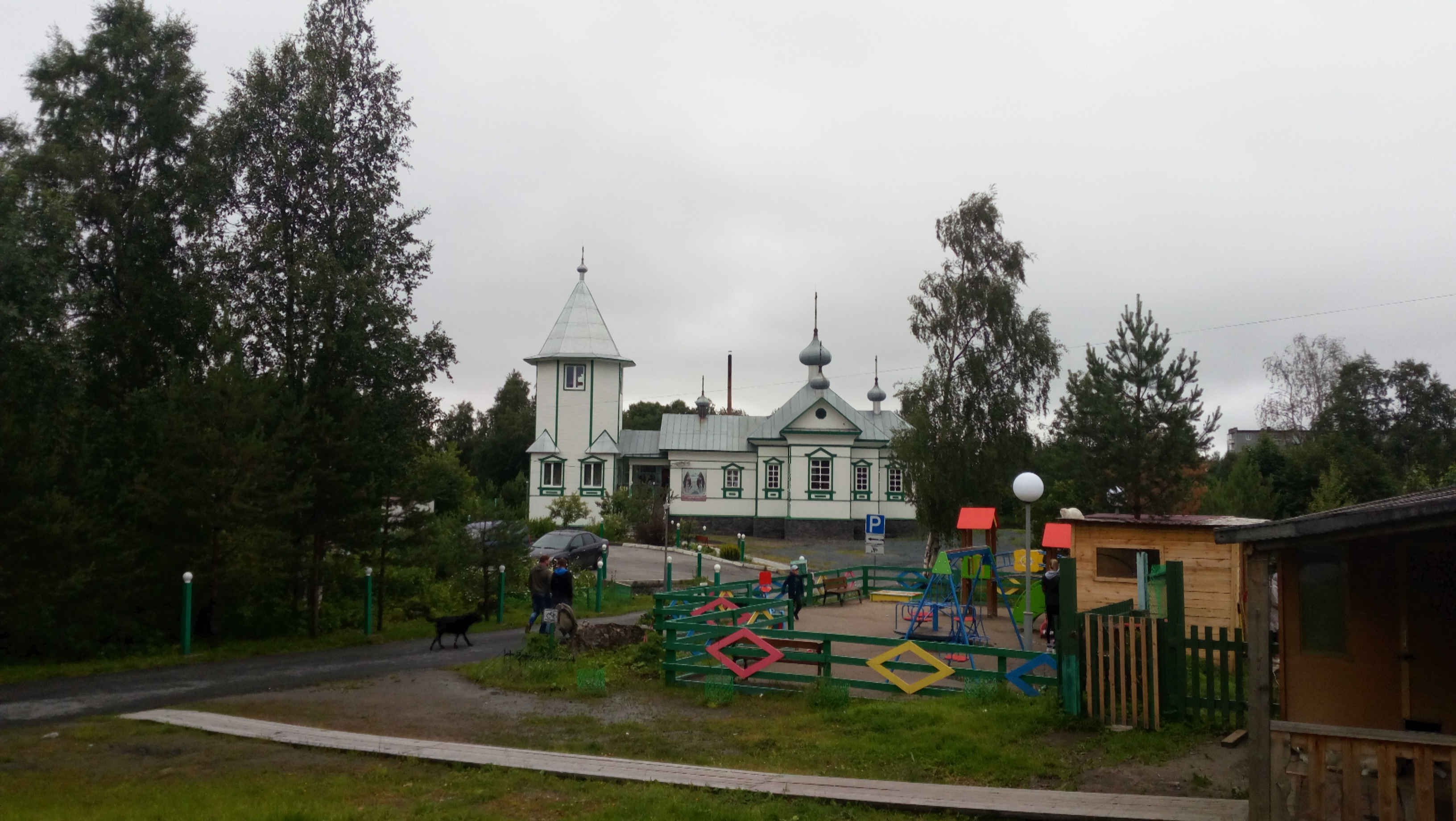
Церковь преподобных Зосимы, Савватия и Германа Соловецких

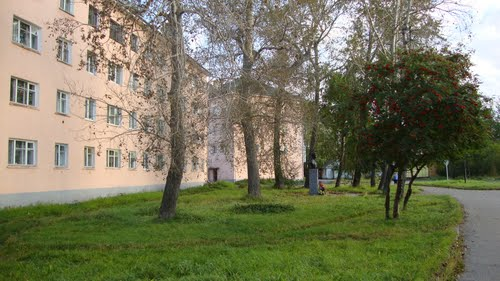
Улица Пашкова

Близ города, у водопада Шойрукша, в низовьях реки Выг, сохранились петроглифы — наскальные изображения людей и животных, сцен охоты и другие (всего около 2000 изображений), относящиеся к VI—V тысячелетиям до нашей эры. Первую из групп петроглифов — «Бесовы следки» — впервые описал в 1926 году Александр Линевский, известный впоследствии как писатель-фантаст.

### Памятники истории
- Братская могила советских воинов в парке имени Героя Советского Союза А. Н. Пашкова. В могиле захоронено 527 солдат и офицеров Карельского фронта, погибших в годы Советско-финляндской войны (1941—1944)[41]. Братская могила появилась в 1960 году в результате перезахоронения воинов из одиночных и групповых могил, находившихся в Беломорске и его окрестностях. В августе 1960 года установлен 5-метровый обелиск[42].
- Бюст Героя Советского Союза А. Н. Пашкова[43]. Установлен в 1959 году. Бронзовый бюст работы скульптора П. М. Криворуцкого[42].
- Памятник С. М. Кирову.
- Памятник морякам земснаряда «Чернышевский».

## Почётные граждане города
Звание «Почётный гражданин города Беломорска» учреждено в 1988 году.
- Андреева Серафима Павловна
- Анкудинова Галина Михайловна
- Бабкин Рудольф Михайлович
- Базаджиев Антон Акимович
- Батусов Леонид Иванович
- Бессонов Валентин Евгеньевич
- Богданова Клавдия Андреевна
- Бондаренко Анатолий Алексеевич
- Буйко Анна Васильевна
- Вахрамеев Геннадий Иванович
- Вдовина Нина Павловна
- Воскобойников Владимир Владиславович
- Илитало Нина Фёдоровна
- Катанандов, Сергей Леонидович
- Кобзев Валентин Иванович
- Крючкова Антонина Николаевна
- Левин, Николай Иванович
- Матвеев Владимир Аркадьевич
- Михайлов Сергей Владимирович
- Петрова Вера Антоновна
- Полузёрова Тамара Васильевна
- Попов Александр Филиппович
- Семёнова Валентина Борисовна
- Сиверский Виктор Васильевич
- Титов Борис Антонович
- Титов Фёдор Иванович
- Эргашев Абдилхамит Абдирохманович

## Улицы
В городе Беломорске 86 улиц и прочих адресных объектов:
- 1-я Слободка
- 2-я Слободка
- 3-я Слободка
- Алексеевская
- Андреева
- Архангельская
- Банковская
- Беломорская ГЭС
- Больничный остров
- Водников
- Военный городок
- Возрождения
- Вокзальный переулок
- Воронина
- Восточная
- Выгостровская
- Выгостровская набережная
- Герцена
- Гоголя
- Гражданская
- Груздева
- Железнодорожная
- Заводская
- Зелёная
- Золотецкая
- Ивашкина
- Каменная
- Каменный переулок
- Карельская
- Кирова
- Ковжино остров
- Комсомольская
- Красина
- Ленина площадь
- Ленинская
- Лермонтова
- Лесная
- Ломоносова
- Льва Толстого
- Малое Ковжино остров
- Март-Наволок
- Мати-Гора
- Мерецкова
- Мира
- Молодёжная
- Набережная
- Нагорная
- Новое Ковжино
- Октябрьская
- Пашкова
- Первомайская
- Пионерская
- Поморская
- Порт-Шоссе
- Порт-посёлок
- Портовое шоссе
- Пролетарская
- Пушкинская
- Рабочая
- Речной переулок
- Рыбацкая
- Рыбацкая Набережная
- Рыбников переулок
- Сальноволокская
- Свердлова
- Свободы
- Северная Набережная
- Советская
- Совхозная
- Солунина
- Сорокский остров
- Спортивная
- Старое Ковжино остров
- Старчина остров
- Степанова
- Строительная
- Труда
- Флотская Набережная
- Центральная
- Чехова
- Шиженская
- Школьный переулок
- Щуркина
- Энергетиков
- Южный переулок
- б/о Метеостанции территория